# 新ビーグル号探検記
『地球ふしぎ体験紀行 新ビーグル号探検記』（しんビーグルごうたんけんき）は、1991年10月9日から同年12月25日まで、毎日放送の制作により、TBS系列局で毎週水曜 19:00 - 19:54 （JST）に放送されたドキュメンタリー番組・教養番組である。全11回。

## 概要
毎日放送開局40周年記念番組。番組の放送から160年前の1831年に、博物学者チャールズ・ダーウィンがビーグル号に乗って南半球の大陸・島々（南米・パタゴニア・ガラパゴス諸島・マダガスカル・アフリカなど）を航海した記録を基に、160年後の自然と生物はどう変わったのかを各分野で活躍する文化人たちがリポート・検証していた。
テーマ音楽はS.E.N.S.が担当。ナレーターは俳優の柳生博が務めていた。

## リポーター
- 中沢新一
- 椎名誠
- 関野吉晴
- 中村征夫
- ほか

## サウンドトラック
- 「新ビーグル号探検記」オリジナル・サウンドトラック（S.E.N.S.）

## 放送リスト
| 回                 | 放送日 （1991年） | サブタイトル                     |
| ------------------ | ----------------- | -------------------------------- |
| 1                  | 10月9日           | 生命の源流アマゾンへ             |
| 2                  | 10月16日          | 失われた進化の世界・ギアナ高地   |
| 3                  | 10月23日          | 大河オリノコ密林の民             |
| 4                  | 10月30日          | 風の大地パタゴニア・前編         |
| 5                  | 11月6日           | 風の大地パタゴニア・後編         |
| 6                  | 11月13日          | はるかなるアンデスの村           |
| （11月20日は休止） |                   |                                  |
| 7                  | 11月27日          | 箱舟の行方ガラパゴス             |
| 8                  | 12月4日           | グレートバリアリーフ生命の海へ   |
| 9                  | 12月11日          | 眠っていた予言・マダガスカル     |
| 10                 | 12月18日          | 風の贈りものナミブ・カラハリ砂漠 |
| 11                 | 12月25日          | 総集編・野性のクロスロード       |

## 書籍
- ダーウィンの地球好奇心ブック 新ビーグル号探検記（1991年11月、小学館、ISBN 4-09-104683-5） - 同書には筆頭スポンサーのMIKI HOUSEの広告が2P、NECと花王とkanekaの広告が1Pそれぞれ掲載された。